# 粘银耳
粘银耳（学名：Tremella viscosa）是属于银耳目银耳科银耳属的一种真菌，群生于阔叶林中的阔叶树朽木上。该种分布于中国、日本、欧洲、澳大利亚。